# New Windsor (Nowy Jork)
New Windsor – miasto w Stanach Zjednoczonych, w stanie Nowy Jork, w hrabstwie Orange.